# Scharrena Stuttgart
Die Scharrena Stuttgart (Eigenschreibweise SCHARRena Stuttgart) ist eine Mehrzweckhalle im Stuttgarter Stadtbezirk Bad Cannstatt, Baden-Württemberg. Die Halle liegt im Veranstaltungsgelände Neckarpark und ist an die MHPArena angegliedert. Ihr Fassungsvermögen liegt bei 2251 Zuschauern. Seit April 2011 ist die Halle Heimspielstätte des Frauenvolleyball-Bundesligisten Allianz MTV Stuttgart. Von der Saison 2012/13 bis einschließlich 2020/21 trug auch der Handball-Bundesligist TVB 1898 Stuttgart seine Heimspiele in der Scharrena aus.

## Geschichte
Durch den Umbau der MHPArena in ein reines Fußballstadion entstanden in den beiden Kurven (Untertürkheimer Kurve im Südosten und Cannstatter Kurve im Nordwesten) große Freiflächen. Als Nachnutzung wurde die Errichtung einer Sporthalle in der Untertürkheimer Kurve beschlossen. Ab Sommer 2009 wurde die bestehende Untertürkheimer Kurve abgerissen und anschließend durch eine Hintertortribüne ersetzt. Im Sommer 2010 waren die Außenarbeiten an der neuen Tribüne abgeschlossen.
Am 31. März 2011 wurde bekannt gegeben, dass das Stuttgarter Energiehandelsunternehmen Friedrich Scharr KG bis 2021 für eine Summe von insgesamt 812.500 Euro Namenssponsor der Halle wird. Darüber hinaus konnte das Unternehmen für eine jährliche Summe von 100.000 Euro das Namenssponsoring um weitere fünf Jahre verlängern. Am 26. Oktober 2020 wurde bekannt, dass der Vertrag bis 2031 verlängert wurde.
Die Halle wurde offiziell am 5. April 2011 eröffnet. Das erste Spiel wurde zwischen Allianz MTV Stuttgart und dem Schweriner SC in der Volleyball-Bundesliga ausgetragen. Der Gastgeber gewann vor rund 2000 Zuschauern am 10. April 2011 mit 3:1. Die gesamten Baukosten für die Halle beliefen sich auf 15,3 Millionen Euro.
Am 19. November 2020 beschloss der Gemeinderat mit großer Mehrheit eine Erweiterung des VIP-Raums. Im Zuge des Umbaus der MHPArena für die Euro 2024 soll für 1,55 Mio. EUR der bisherige VIP-Bereich um ca. 60 % vergrößert werden, der damit auch zusammen mit der SCHARRena als Medienzentrum während der Euro 2024 genutzt werden kann. Der VIP-Bereich vergrößert sich dadurch von bisher 186 um 116 auf 302 m² (200 anstatt maximal 150 Personen). Zum Umbau gehören auch ein separater Küchenzugang und die Ausstattung mit moderner Medientechnik.

## Aufbau

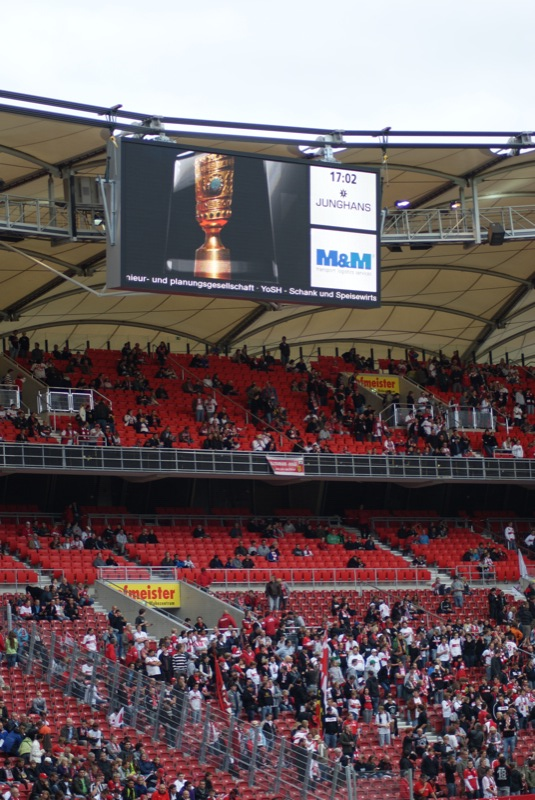
Die Scharrena befindet sich hinter den Zuschauerrängen der Untertürkheimer Kurve der MHPArena.

Die Scharrena ist Teil der zur MHPArena Stuttgart gehörenden Untertürkheimer Kurve. Vom Umgang der Untertürkheimer Kurve ist durch Fenster der Einblick in die Scharrena möglich. Auf dem Dach der Arena befindet sich eine Freiterrasse, die zum Businessbereich der Untertürkheimer Kurve, der so genannten Soccer Lounge, gehört. Der Hospitality-Bereich der Untertürkheimer Kurve kann von der Scharrena aus mitgenutzt werden.

## Nutzung/Vereine
Nach Ansicht der Stadt Stuttgart schließt die Scharrena eine bis dato bestehende Lücke bei Mehrzweckhallen zwischen Schulsporthallen mit bis zu 700 Zuschauerplätzen und den beiden Großhallen Porsche-Arena (6000–7500 Zuschauerplätze) und Hanns-Martin-Schleyer-Halle (8500–15.500 Zuschauerplätze).
Die Heimspiele der 1. Volleyball-Bundesliga-Damen-Mannschaft von Allianz MTV Stuttgart finden dort statt und die Stuttgart Valley Rollergirlz trugen ihre Heimwettkämpfe in der Arena aus. Ab der Saison 2012/13 spielte dort auch der Handball-Erstligist TVB 1898 Stuttgart, wobei größere Derbys in der benachbarten Porsche-Arena stattfanden. Seit der Saison 2021/22 trägt der TVB Stuttgart seine Spiele komplett in der Porsche-Arena aus.
Veranstaltungen:
- Deutsche Meisterschaften im Hallenfaustball am 10. und 11. März 2012 (Ausrichter: TV Stammheim)[9]
- Mitgliederversammlung des VfB Stuttgart 1893 e. V. im Jahr 2018[10]
- Final Four der deutsche Hallenhockey-Meisterschaften der Damen und Herren 2018[11]
- Final Four der deutsche Hallenhockey-Meisterschaften der Damen und Herren 2020
- Heimspiel der Kirchheim Knights gegen die MLP Academics Heidelberg am 1. Dezember 2018 in der Basketballliga ProA[12]
- Handballländerspiel der Frauen am 22. März 2018 zwischen Deutschland und Spanien (33:24)[13]
- Deutsche Judo-Einzelmeisterschaft (DEM) der Frauen und Männer 2019[14]
- Futsalländerspiel der Herren zwischen Deutschland und der Schweiz am 3. Dezember 2018[15]
- Finale der deutschen Futsal-Meisterschaft der Männer am 8. Juni 2019 zwischen dem TSV Weilimdorf und den HSV-Panthers (5:4)[16]
- Topspiel in der Handball-Bundesliga der Frauen zwischen der SG BBM Bietigheim und Borussia Dortmund am 2. Januar 2022 coronabedingt vor nur vor 500 Zuschauern, live im Free-TV bei Eurosport[17]
- Finale des Europapokals der Frauen im Volleyball (CEV-Pokal) zwischen Allianz MTV Stuttgart und Eczacibaşi Dynavit Istanbul am 22. März 2022, erstmals seit der Corona-Pandemie wieder vor 2.251 Zuschauern (ausverkauft)
- Deutsche Meisterschaft Ringen Herren 2023 am 11. Februar zwischen ASV Mainz 1888 und ASV Schorndorf (ausverkauft)[18]

Während des Umbaus der MHPArena Stuttgart für die Fußball-Europameisterschaft 2024 nutzt der VfB Stuttgart bei seinen Heimspielen in der SCHARRena den VIP-Raum als Medienzentrum sowie die Umkleidekabinen für seine Mannschaften, vsl. bis Juli 2023. An diesen Tagen steht die SCHARRena für andere Nutzer nicht zur Verfügung.